# Otjara
Otjara (en georgiano: ოთხარა; en abjasio: Уаҭҳара, romanizado: Uatjara) es un pueblo que pertenece a la parcialmente reconocida República de Abjasia, parte del distrito de Gudauta, aunque de iure pertenece al municipio de Gudauta de la República Autónoma de Abjasia de Georgia.

## Geografía
Otjara está situado a 16 km al noroeste de Gudauta. Limita con los montes de Bzipi en el norte, Barmishi en el oeste; Jopi y Yirjva por el este y hacia el sur está Mugudzirjva.

## Historia
Durante gobierno de Stalin, algunos grupos de esvanos se mudaron a los alrededores de Otjara desde Mestia (la mayoría de ellos se establecieron en las aldeas de Zhabna, Mamydzhirchva y Dzagrypsh). Estos esvanos aprendieron a hablar abjasio muy bien en un pueblo donde hasta entonces sólo habían vivido los abjasios. 
Durante la guerra en Abjasia, todos los esvanos abandonaron el pueblo. 

## Demografía
La evolución demográfica de Otjara entre 1886 y 2011 fue la siguiente:
| 1086                                                | 1561 | 2362 | 2059 | 1586 |
| (Fuente: Population of Abkhazia since Soviet times) |      |      |      |      |

La población ha sufrido un descenso de algo más del 20% por la guerra principalmente por la limpieza étnica de georgianos en Abjasia. Actualmente la inmensa mayoría de la población son abjasios, pero en el pasado los esvanos llegaron a ser alrededor del 55% de la población local.
|              | 2011      | 2011       |
| Grupo étnico | Población | Porcentaje |
| ------------ | --------- | ---------- |
| Georgianos   | 3         | 0,2%       |
| Abjasios     | 1560      | 98,4%      |
| Rusos        | 13        | 0,8%       |
| Ucranianos   | 1         | 0,1%       |
| Armenios     | 1         | 0,1%       |
| Griegos      | 1         | 0,2%       |
| Total        | 1586      | 100%       |

## Economía
Cerca de Otjara, a orillas del río local, hay un famoso criadero de truchas que en su momento proporcionó truchas frescas a toda la costa del Mar Negro de la Unión Soviética. Hoy solo opera al 5% de su capacidad.

## Infraestructura

### Transporte
La carretera que conecta Rusia con Sujumi cruza el pueblo.

## Personajes ilustres
- Alexandra Nozadze (1913-1941): oficial soviética que combatió en la Segunda Guerra Mundial en los alrededores de Rostov del Don.
- Viacheslav Aiba (1948-2014): primer director de coro profesional abjasio y Artista de Honor de la RASS de Abjasia en 1983.
- Willy Chakmach-ipa (1947-2013): compositor y cantante solista abjasio del Coro Estatal de Abjasia.